# Home Office (Ministerium)

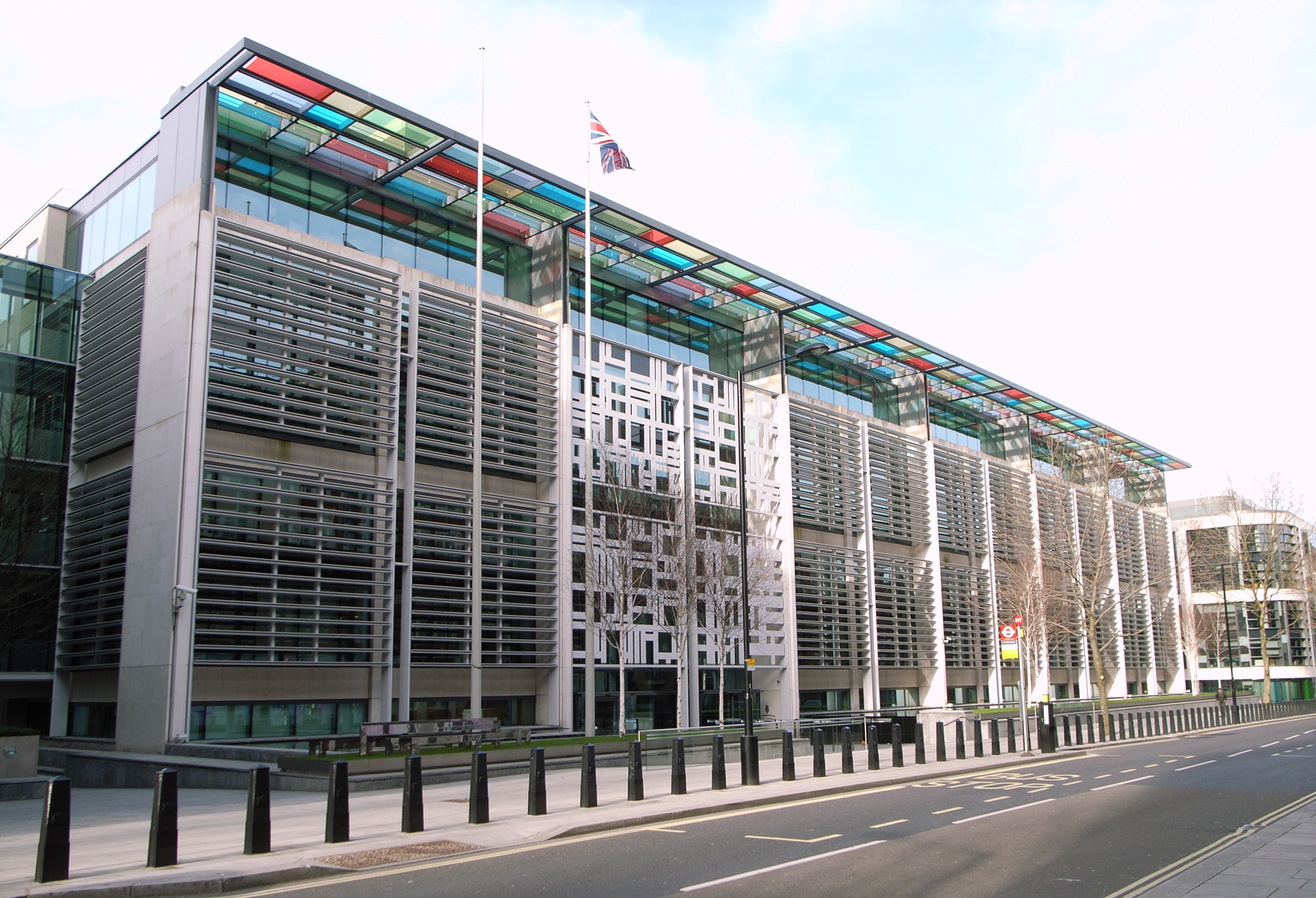
Marsham Street in Westminster, London, Hauptsitz der Grenzschutzbehörde des Home Office

Home Office (früher auch Home Department) ist die Bezeichnung des britischen Innenministeriums. In seiner Zuständigkeit liegen Angelegenheiten der Inneren Sicherheit wie die Bekämpfung von Verbrechen, von Drogenhandel und Terrorismus sowie der Datenschutz. Ebenso ist es für den Grenzschutz und die Bekämpfung illegaler Einwanderung verantwortlich.

## Amtsinhaber
Innenminister (Home Secretary) im Kabinett Starmer ist seit dem 5. Juli 2024 Yvette Cooper.
Vertreten wird der Innenminister durch einen Permanent Secretary.

## Geschichte

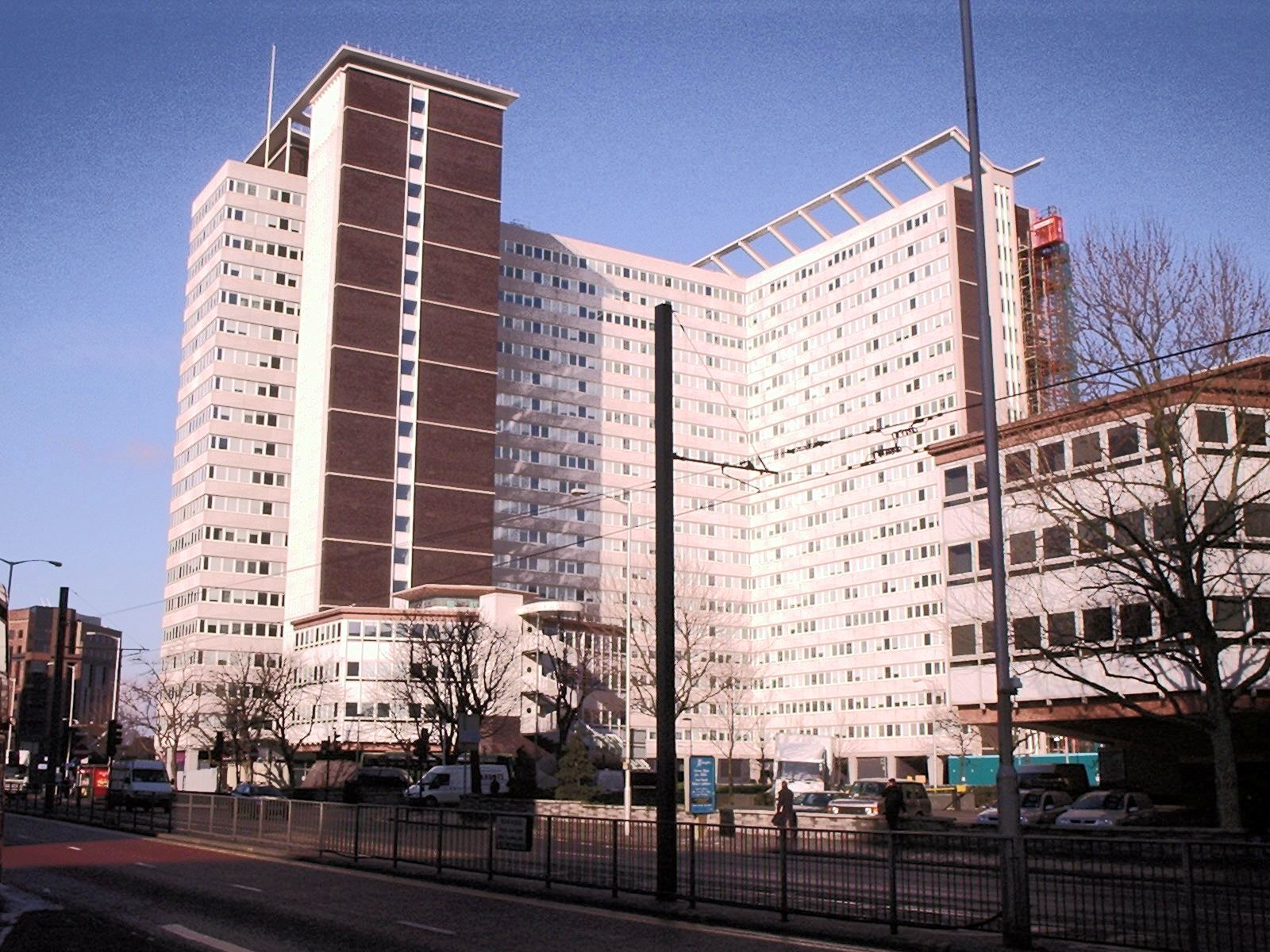
Lunar House in Croydon, Hauptsitz der UK Visa and Immigration Abteilung des Home Office

Am 17. März 1782 erhielten die beiden bis dahin bestehenden britischen Ministerien neue Bezeichnungen. Das bisherige „Südliche Departement“ (zuständig für den Süden Englands, Irland sowie die Beziehungen mit nichtprotestantischen Staaten Europas) wurde in Home Office umbenannt. Das „Nördliche Departement“ (zuständig für den Norden Englands, Schottland und die Beziehungen zu den protestantischen Staaten Europas) wurde ab diesem Tag als Foreign Office bezeichnet. Damit verbunden war ein Übergang aller inneren Angelegenheiten an das Home Office und aller Angelegenheiten mit Beziehung zum Ausland an das Foreign Office.
Alle späteren britischen Ministerien entstanden durch Verlagerung von Zuständigkeiten aus dem Home Office.

## Organisation
Die Behörde umfasst folgende Einrichtungen u. a.:
- Nichtministerielle Regierungsabteilungen
- National Crime Agency

### Aufsichtsbehörden
- HM Inspectorate of Constabulary
- Independent Chief Inspector of Borders and Immigration
- Independent Office for Police Conduct and other oversight bodies
- Home Affairs Select Committee
- HM Chief Inspector of Fire Services

Abteilungen
- Border Force
- HM Passport Office
- Immigration Enforcement
- Corporate Services
- UK Visas and Immigration
- Police Services (England and Wales)
- Fire and Rescue Services (England)
- Office for Security and Counter-Terrorism
- Security Service (MI5)

### Abteilungsübergreifende öffentliche Stellen
- Advisory Council on the Misuse of Drugs
- Animals in Science Committee
- Disclosure and Barring Service
- Gangmasters Licensing Authority
- Independent Police Complaints Commission
- Investigatory Powers Tribunal
- Migration Advisory Committee
- National DNA Database Ethics Group
- Office of Surveillance Commissioners
- Office of the Immigration Services Commissioner
- Police Advisory Board for England and Wales
- Police Discipline Appeals Tribunal
- Police Remuneration Review Body
- Security Industry Authority
- Technical Advisory Board

## Weblink
- homeoffice.gov.uk